# San Adrián de Juarros
San Adrián de Juarros – gmina w Hiszpanii, w prowincji Burgos, w Kastylii i León, o powierzchni 19,89 km². W 2011 roku gmina liczyła 71 mieszkańców.